# Sadhukkari
Sadhukkari (Devanagari: सधुक्कड़ी) era un dialecto vernáculo del norte de la India medieval, y una mezcla de indostaní, haryanvi, braj bhasha, awadi, marwari, bhoshpuri y punyabí, de ahí que también se llame Panchmel Khichri. Como es más básico, se utiliza en libros de alfabetización.
Es una variante común del hindi y se encuentra en la tradición oral y en los escritos de poetas medievales y santos de la literatura hindi como Kabir y Guru Nanak. Otros poetas como Mirabai, Baba Farid y Shah Latif lo utilizaron, además de variaciones locales de las lenguas rayastani, punyabi y sindi.
La descripción «Sadhukkari» fue creado por Ramchandra Shukla, y los escolares no están de acuerdo de utilizar esa descripción, o la identidad del idioma.